# Eberhard Schiffel
Eberhard Schiffel (* 12. Mai 1922 in Kreischa; † 2007 in Dresden) war ein deutscher Ingenieur und Hochschullehrer.

## Leben und Wirken
Nach dem Schulabschluss studierte er und promovierte an der Hochschule für Architektur und Bauwesen 1958 zum Dr.-Ing. 1961 wurde er mit der Wahrnehmung einer Professur für Ländliches Bauwesen und Dorfplanung an der Technischen Hochschule Dresde beauftragt. Gleichzeitig wurde er Direktor des Instituts für Ländliches Bauwesen. 1966 habilitierte er sich an der Fakultät für Bauwesen der Technischen Universität Dresden und wurde daraufhin ordentlicher Professor. 1987 trat er mit Erreichen des Rentenalters in den Ruhestand. Neben der Dorfplanung in der DDR zählte das Bauwesen auf dem Lande, beispielsweise der Bau von Stallanlagen, zu seinen Forschungsgebieten.

## Schriften (Auswahl)
- (mit Hans Wanka): Die Dietelmühle in Niederbobritzsch. 1951.
- (mit Christian Schmidt): Stallklimatische Berechnungsgrundlagen. Dresden 1958.
- Die Ermittlung der Lüftung in Großställen. Weimar 1958.
- Wechselbeziehungen zwischen der Technologie der Schweinemast und dem Stallbau. Dresden 1966.
- (mit Wolfgang Zink): Geschoßbauten für die Mastschweinehaltung. Berlin 1969.
- Im Gedenken an Prof. Dipl.-Ing. Werner Cords-Parchim. In: Wissenschaftliche Zeitschrift der Technischen Universität Dresden 36 (1987), 1, S. 205 f.